# Tierra de la Esperanza
Tierra de la Esperanza är en ort i Mexiko.   Den ligger i kommunen Tlajomulco de Zúñiga och delstaten Jalisco, i den centrala delen av landet, 500 km väster om huvudstaden Mexico City. Tierra de la Esperanza ligger 1 562 meter över havet och antalet invånare är 269.
Terrängen runt Tierra de la Esperanza är varierad. Runt Tierra de la Esperanza är det tätbefolkat, med 266 invånare per kvadratkilometer. Närmaste större samhälle är Hacienda Santa Fe, 7,6 km nordost om Tierra de la Esperanza. Omgivningarna runt Tierra de la Esperanza är en mosaik av jordbruksmark och naturlig växtlighet.